# 翁家小花
翁家 小花（おきなや こはな、3月14日生）は、太神楽曲芸師。

## 経歴
- 2004年（平成16年）
  - 国立劇場第3期太神楽研修修了。
  - 翁家小楽に入門。
  - 落語協会入会、前座修行開始。
- 2005年（平成17年）∶前座修行修了。